# Giovanni Francesco Falzacappa

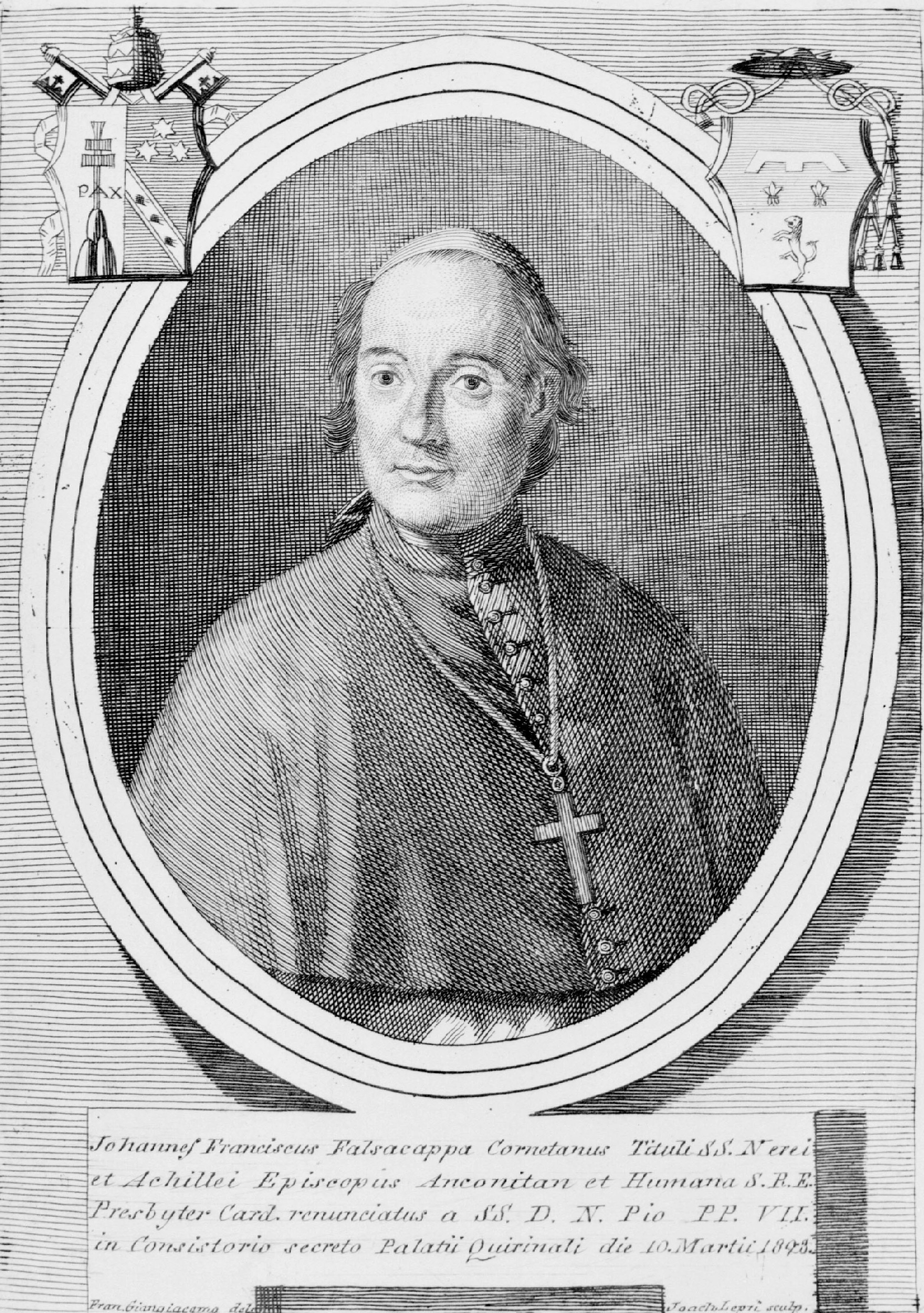
Gianfrancesco Kardinal Falzacappa

Giovanni Francesco Falzacappa, auch Gianfrancesco Falzacappa genannt (* 7. April 1767 in Corneto; † 18. November 1840 in Rom) war ein italienischer Kardinal.

## Leben

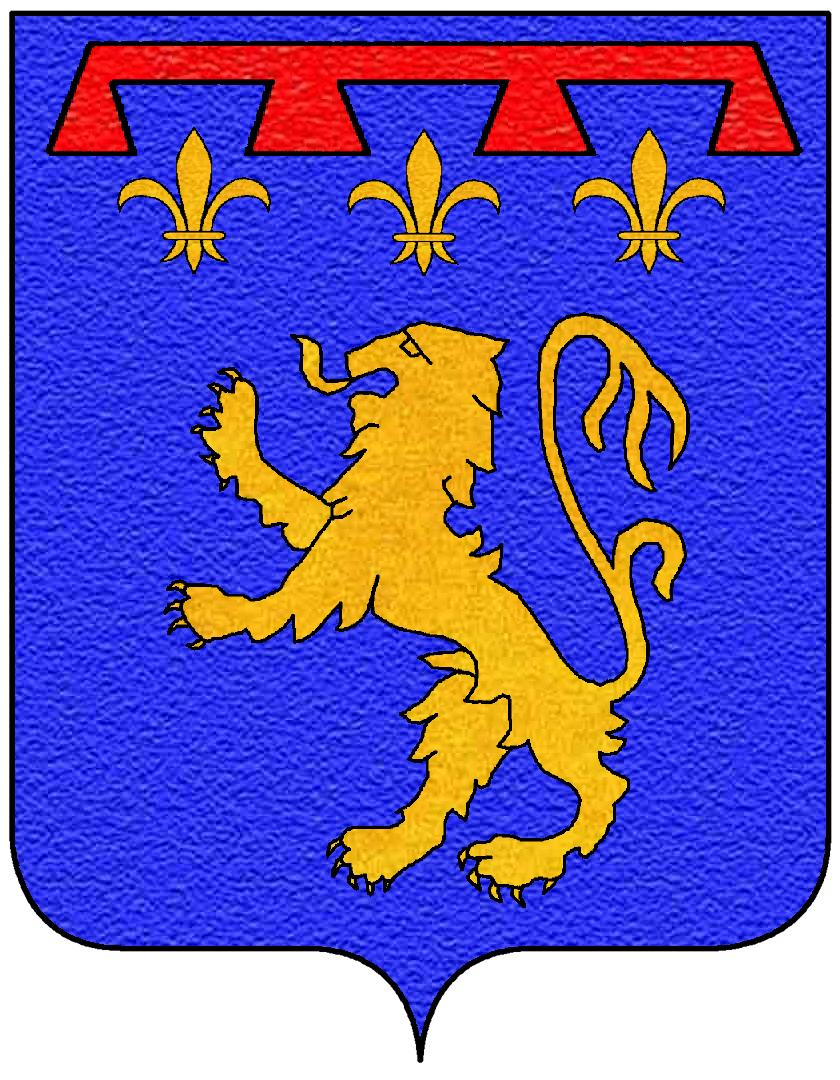
Wappen des Hauses Falzacappa

Er entstammte einer Familie von Patriziern und Gutsbesitzern, sein Vater Leonardo Falzacappa war gonfaloniere von Corneto, seine Mutter war Teresa Guerrini. Er studierte am Seminar von Frascati und an der Universität La Sapienza in Rom, wo er zum Doctor iuris utriusque promoviert wurde. Danach trat er in den Dienst von Nicola Acciaiuoli Torrigoni, Auditor der Römischen Rota. Ab dem 1. September 1796 war er Referendar an den Gerichtshöfen der Apostolischen Signatur. Papst Pius VI. berief ihn 1796 in die Apostolische Kanzlei und betraute ihn mit der Unterstützung französischer Priester, die im Kirchenstaat Zuflucht gesucht hatten. Die Priesterweihe empfing er am 27. Oktober 1799.
Nach der Wiederherstellung des Kirchenstaates ernannte Papst Pius VII. ihn zum Sekretär einer besonderen Kongregation, die mit der Rückübertragung der in Rom von den französischen Besatzern konfiszierten Kirchengüter befasst war. Giovanni Francesco Falzacappa war Mitarbeiter mehrerer Kongregationen der römischen Kurie und am 4. Februar 1801 Mitbegründer der „Akademie für die Katholische Religion“. Am 10. August 1804 wurde er Kanoniker der Vatikanbasilika. Nachdem er unter der neuerlichen französischen Besatzung (1808–1814) den Loyalitätseid verweigert hatte, deportierte man ihn zuerst nach Parma, später nach Alessandria, nach Korsika, und schließlich auf die Insel Capraia. Nach der abermaligen Wiedererrichtung der päpstlichen Herrschaft wurde er am 15. Mai 1814 Mitglied der Kommission für die Hospitäler in Rom. Als Papst Pius VII. 1815 nach Genua fliehen musste, war Giovanni Francesco Falzacappa Mitglied des Staatsrates unter Kardinal Giulio Maria della Somaglia. Ab 1816 war er zunächst Sekretär der Kongregation für die kirchliche Immunität und dann der Konzilskongregation, was er bis zu seiner Erhebung zum Kardinalat blieb.
Am 27. September 1819 wurde Giovanni Francesco Falzacappa zum Titularerzbischof von Athenae ernannt. Die Bischofsweihe spendete ihm am 29. September 1819 der Kardinalbischof von Ostia und Velletri und Kardinaldekan Alessandro Mattei; Mitkonsekratoren waren Giovanni Francesco Guerrieri, Erzbischof ad personam und Bischof von Rimini, sowie Francesco Albertini, Bischof von Terracina, Sezze und Priverno.
Im Konsistorium vom 10. März 1823 erhob Papst Pius VII. ihn zum Kardinalpriester und verlieh ihm am 13. März desselben Jahres den Kardinalshut sowie am 16. Mai 1823 Santi Nereo ed Achilleo als Titelkirche. Ebenfalls am 10. März 1823 wurde Giovanni Francesco Falzacappa Bischof von Ancona mit dem persönlichen Titel eines Erzbischofs. Er nahm am Konklave 1823 teil, das Papst Leo XIII. wählte. Kardinal Ercole Consalvi stand er ablehnend gegenüber. Am 17. November 1823 wechselte er zur Titelkirche Santa Maria in Trastevere. Er resignierte am 23. Mai 1824 auf den Bischofssitz von Ancona. Ab dem 2. April 1827 war er Prüfer der Bischöfe im Kirchenrecht und ab dem 7. Januar 1829 Präfekt der Apostolischen Signatur, was er bis zu seinem Tode blieb. Giovanni Francesco Falzacappa war Teilnehmer am Konklave 1829, aus dem Pius VIII. als Papst hervorging. Am 5. Januar 1830 wurde er Kardinalbischof des suburbikarischen Bistums Albano. Wiederum nahm er am Konklave 1830–1831 teil, das Gregor XVI. auf den Stuhl Petri erhob. Am 22. November 1839 wechselte er auf den suburbikarischen Bischofssitz von Porto und Santa Rufina mit Civitavecchia und wurde Kardinalsubdekan. Vom 18. Februar 1839 bis zum 27. April 1840 war er Kämmerer des Heiligen Kardinalskollegiums.
Giovanni Francesco Falzacappa starb in der Nacht vom 18. auf den 19. November 1840 in Rom und wurde in der römischen Kapuzinerkirche Santa Maria Immacolata a Via Veneto beigesetzt.